# Jarlyk

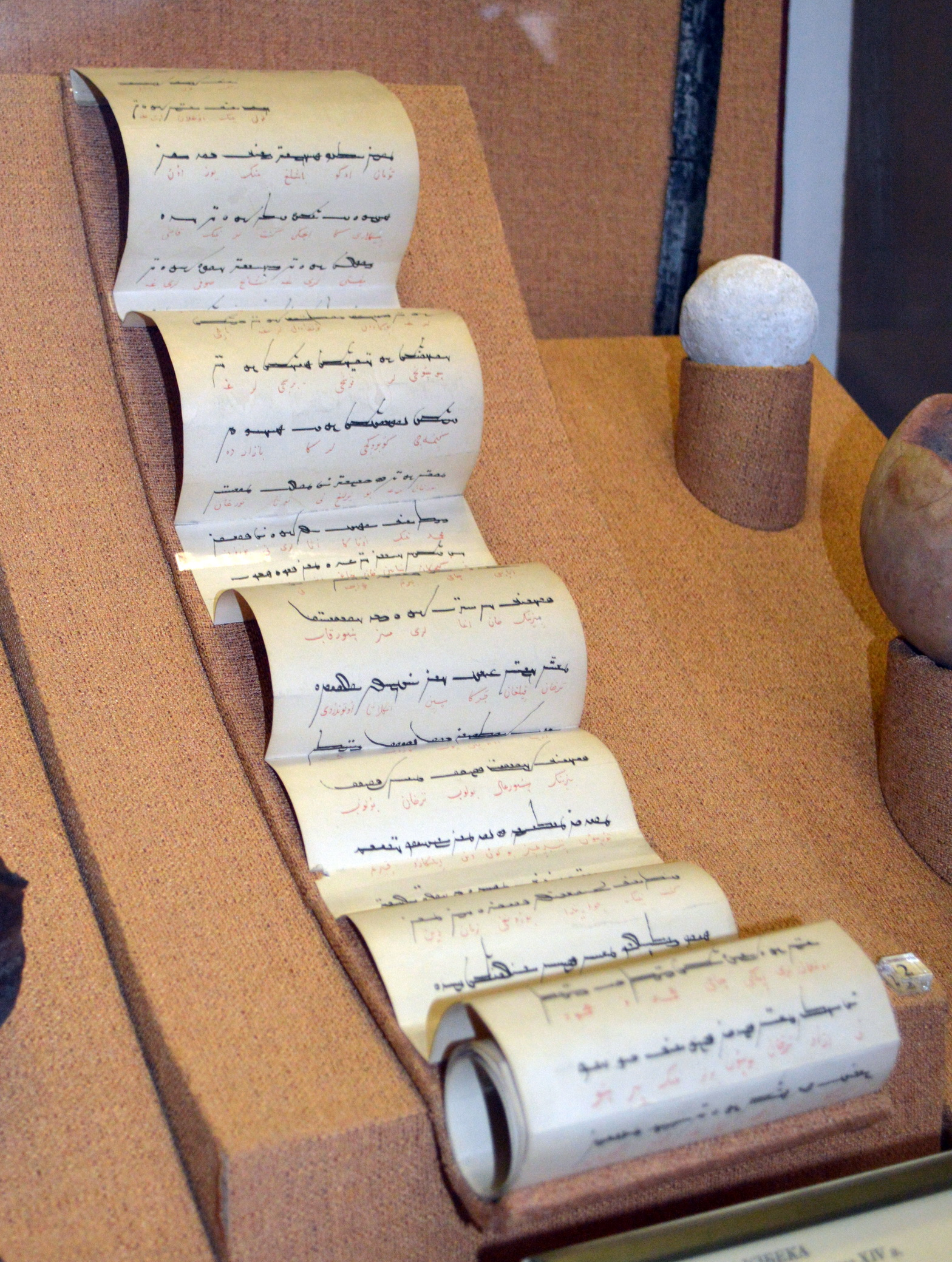
Jarlik chána Timura Kutluka z roku 1397 (kopie)

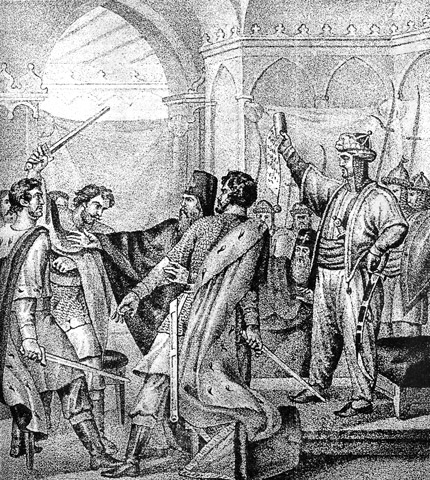
Reprodukce obrazu Borise Chorikova: „Spor ruských knížat ve Zlaté hordě o jarlyk na velkoknížecí stolec“

Jarlyk (mongolsky зарлиг, zarlig; rusky ярлык, jarlyk; při přepisu ruštiny do latinky též yarlyk případně yarlıq; anglicky jarlig; tatarsky yarlığ) byl písemný příkaz, vyhláška nebo pověřovací listina mongolských chánů světským a duchovním (církevním) představitelům, kteří spadali pod jejich nadvládu.
Jarlyk byl speciální listina, zhotovená na kůži a opatřená zlatou pečetí. Jarlyky udělovali například chánové Zlaté hordy velkoknížatům a metropolitům ve vazalských knížectvích na severovýchodní Rusi ve 13. až 15. století, aby je tak potvrdili v jejich postech. Aby ruská knížata získala jarlyk, musela přinášet chánovi drahocenné dary.
Jarlyky ruských knížat a duchovenstva byly téměř všechny zničeny v průběhu 15.–16. století, pravděpodobně proto, že v té době již mohly být považovány za kompromitující důkazy o kolaboraci s utlačovateli ze Zlaté Hordy.
Jarliky metropolitům potvrzují osvobození církve od daní a tributů a prohlašují, že církevní majetek bude chráněn před vyvlastněním nebo poškozením, dokud se církevní představitelé Rusi budou modlit za blaho chána a jeho rodiny.[zdroj?] Encyklopedie Brockhaus-Efron uvádí celkem 7 jarlyků, které se zachovaly, z nichž 4 udělili chánové, jmenovitě:
- Mengu-Timur Kirillovi v roce 1279 (nejstarší, považován za nejdůležitější),
- Uzbek Petrovi v roce 1313 (pravděpodobně padělek ze 16. století),
- Berdibek Alexejovi (1359) a
- Atjuljak Michailovi (Mitjaj) roku 1379,

a 3 další chátún Taidula:
- metropolitovi Feognostovi
- metropolitovi Alexejovi a
- biskupu Jonovi (Joan, Jonáš, Jan?)“.[5]